# Teoría de Debye-Hückel
La teoría de Debye-Hückel fue propuesta por Peter Debye y Erich Hückel como una explicación teórica de las desviaciones de la idealidad en soluciones de electrolitos y plasmas. Es un modelo linealizado de Poisson-Boltzmann, que asume un modelo extremadamente simplificado de solución electrolítica pero, sin embargo, dio predicciones precisas de los coeficientes de actividad promedio para iones en solución diluida. La ecuación de Debye-Hückel proporciona un punto de partida para los tratamientos modernos de la no idealidad de las soluciones de electrolitos.

## Visión general
En la química de las soluciones de electrolitos , una solución ideal es una solución cuyas propiedades coligativas son proporcionales a la concentración del soluto .  Las soluciones reales muestran desviaciones de este tipo de idealidad, excepto las concentraciones más bajas (véase, por ejemplo, la ley de Raoult ). Para acomodar estos efectos en la termodinámica de las soluciones, se introdujo el concepto de actividad: las propiedades son proporcionales a las actividades de los iones. La actividad, a , es proporcional a la concentración, c. La constante de proporcionalidad se conoce como un coeficiente de actividad, {\displaystyle \gamma }.
{\displaystyle a=\gamma c/c^{0}}
En una solución electrolítica ideal, los coeficientes de actividad de todos los iones son iguales a uno.  La idealidad de la solución electrolítica se puede lograr solo en soluciones muy diluidas. La no idealidad de soluciones más concentradas surge principalmente (pero no exclusivamente) porque los iones de carga opuesta se atraen entre sí debido a las fuerzas electrostáticas , mientras que los iones de la misma carga se repelen entre sí. En consecuencia, los iones no se distribuyen al azar en toda la solución, ya que estarían en una solución ideal. 
Los coeficientes de actividad de iones individuales no pueden medirse experimentalmente porque una solución de electrolito debe contener tanto iones cargados positivamente como iones cargados negativamente.  En cambio, un coeficiente de actividad media,  {\displaystyle \gamma _{\pm }}se define.  Por ejemplo, con el electrolito NaCl. 
{\displaystyle \gamma _{\pm }=\left(\gamma _{\mathrm {Na^{+}} }\gamma _{\mathrm {Cl^{-}} }\right)^{1/2}}
En general, el coeficiente de actividad promedio de un electrolito completamente disociado de fórmula AnBm viene dado por
{\displaystyle \gamma _{\pm }=\left({\gamma _{A}}^{n}{\gamma _{B}}^{m}\right)^{1/(n+m)}}
Los coeficientes de actividad son en sí mismos funciones de concentración a medida que aumenta la cantidad de interacción interiónica a medida que aumenta la concentración del electrolito. Debye y Hückel desarrollaron una teoría con la cual se podrían calcular los coeficientes de actividad de un solo ion. Al calcular los coeficientes de actividad promedio a partir de ellos, la teoría podría compararse con los datos experimentales. Fue encontrado para dar excelente acuerdo para soluciones "diluidas". 

## El modelo

Una representación idealizada de una solución de un electrolito 1: 1.

Una descripción de la teoría de Debye-Hückel incluye una discusión muy detallada de los supuestos y sus limitaciones, así como el desarrollo matemático y las aplicaciones.
En la imagen se muestra una instantánea de una sección bidimensional de una solución de electrólito idealizada.  Los iones se muestran como esferas con carga eléctrica unitaria.  El disolvente (azul pálido) se muestra como un medio uniforme, sin estructura. En promedio, cada ion está rodeado más estrechamente por iones de carga opuesta que por iones de carga similar. Estos conceptos se desarrollaron en una teoría cuantitativa que involucraba iones de carga z1e+ y z2e-, donde z puede ser cualquier número entero. El supuesto principal es que la desviación de la idealidad se debe a las interacciones electrostáticas entre iones, mediadas por la ley de Coulomb: la fuerza de interacción entre dos cargas eléctricas, separadas por una distancia, r en un medio de permitividad relativa ε r viene dada por
{\displaystyle {\text{fuerza}}={\frac {z_{1}z_{2}e^{2}}{4\pi \epsilon _{0}\epsilon _{r}r^{2}}}}
También se asume que 
- El soluto está completamente disociado; es un electrolito fuerte .
- Los iones son esféricos y no están polarizados por el campo eléctrico circundante. La eliminación de los iones se ignora, excepto en la medida en que determina los tamaños efectivos de los iones.
- El solvente no tiene otra función que proporcionar un medio de permitividad relativa constante (constante dieléctrica).
- No hay electrostricción .
- Los iones individuales que rodean un ion central" pueden representarse por una nube promediada estadísticamente de densidad de carga continua, con una distancia mínima de acercamiento más cercano.

El último supuesto significa que cada catión está rodeado por una nube esféricamente simétrica de otros iones.  La nube tiene una carga negativa neta. De manera similar, cada anión está rodeado por una nube con carga neta positiva.

## Desarrollo matemático
La desviación de la idealidad se toma como una función de la energía potencial que resulta de las interacciones electrostáticas entre los iones y sus nubes circundantes.  Para calcular esta energía se necesitan dos pasos. 
El primer paso es especificar el potencial electrostático para el ion j por medio de la ecuación de Poisson
{\displaystyle \nabla ^{2}\psi _{j}(r)=-{\frac {1}{\epsilon _{0}\epsilon _{r}}}\rho _{j}(r)}
ψ ( r ) es el potencial total a una distancia, r , desde el ion central y ρ ( r ) es la densidad de carga promediada de la nube circundante a esa distancia.  Para aplicar esta fórmula es esencial que la nube tenga simetría esférica, es decir, la densidad de carga es una función solo de la distancia desde el ion central, ya que esto permite que la ecuación de Poisson se emita en términos de coordenadas esféricas sin dependencia angular.
{\displaystyle n'_{i}=n_{i}\exp \left({\frac {-z_{i}e\psi _{j}(r)}{k_{\rm {B}}T}}\right)}
donde k B es la constante de Boltzmann y T es la temperatura. Esta distribución también depende del potencial ψ (r) y esto introduce una seria dificultad en términos del principio de superposición .  Sin embargo, las dos ecuaciones se pueden combinar para producir la ecuación de Poisson-Boltzmann.
{\displaystyle \nabla ^{2}\psi _{j}(r)=-{\frac {1}{\epsilon _{0}\epsilon _{r}}}\sum _{i}\left\{n_{i}(z_{i}e)\exp \left({\frac {-z_{i}e\psi _{j}(r)}{k_{\rm {B}}T}}\right)\right\}}
La solución de esta ecuación está lejos de ser sencilla.  Debye y Hückel expandieron la exponencial como una serie de Taylor truncada a primer orden. El término de orden cero se desvanece porque la solución es en promedio eléctricamente neutral (de modo que ∑ ni zi = 0), lo que nos deja solo con el término de primer orden.  El resultado tiene la forma de la ecuación de Helmholtz
{\displaystyle \nabla ^{2}\psi _{j}(r)=\kappa ^{2}\psi _{j}(r)\qquad {\text{con}}\qquad \kappa ^{2}={\frac {e^{2}}{\epsilon _{0}\epsilon _{r}k_{\rm {B}}T}}\sum _{i}n_{i}z_{i}^{2}},
que tiene una solución analítica. Esta ecuación se aplica a los electrolitos con igual número de iones de cada carga.  Los electrolitos no simétricos requieren otro término con ψ2. Para electrolitos simétricos, esto se reduce a la ecuación esférica modificada de Bessel 
{\displaystyle (\partial _{r}^{2}+{\frac {2}{r}}\partial _{r}-\kappa ^{2})\psi _{j}=0\qquad {\text{con soluciones}}\qquad \psi _{j}(r)=A'{\frac {e^{-\kappa r}}{r}}+A''{\frac {e^{\kappa r}}{r}}}
Los coeficientes {\displaystyle A'}y  {\displaystyle A''}están fijados por las condiciones de contorno.  Como {\displaystyle r\rightarrow \infty },  {\displaystyle \psi } no debe divergir, así {\displaystyle A''=0}.  A {\displaystyle r=a_{0}}, que es la distancia del acercamiento más cercano de los iones, la fuerza ejercida por la carga debe ser equilibrada por la fuerza de otros iones, imponiendo  {\displaystyle \partial _{r}\psi _{j}(a_{0})=-z_{j}e/(4\pi \epsilon _{0}\epsilon _{r}a_{0}^{2})}, a partir del cual {\displaystyle A'} se encuentra, cediendo 
{\displaystyle \psi _{j}(r)={\frac {z_{j}e}{4\pi \varepsilon _{0}\varepsilon _{r}}}{\frac {e^{\kappa a_{0}}}{1+\kappa a_{0}}}{\frac {e^{-\kappa r}}{r}}}
La energía potencial electrostática, {\displaystyle u_{j}}, del ion en {\displaystyle r=0}es 
{\displaystyle u_{j}=z_{j}e{\Big (}\psi _{j}(a_{0})-{\frac {z_{j}e}{4\pi \varepsilon _{0}\varepsilon _{r}}}{\frac {1}{a_{0}}}{\Big )}=-{\frac {z_{j}^{2}e^{2}}{4\pi \varepsilon _{0}\varepsilon _{r}}}{\frac {\kappa }{1+\kappa a_{0}}}}
Esta es la energía potencial de un solo ion en una solución.  La generalización de cargas múltiples de la electrostática da una expresión de la energía potencial de toda la solución (ver también: ecuación de Debye-Hückel ).  El coeficiente de actividad promedio viene dado por el logaritmo de esta cantidad de la siguiente manera (ver también: Extensiones de la teoría )
{\displaystyle \log _{10}\gamma _{\pm }=-Az_{j}^{2}{\frac {\sqrt {I}}{1+Ba_{0}{\sqrt {I}}}}}
{\displaystyle A={\frac {e^{2}B}{2.303\times 8\pi \epsilon _{0}\epsilon _{r}k_{\rm {B}}T}}}
{\displaystyle B=\left({\frac {2e^{2}N}{\epsilon _{0}\epsilon _{r}k_{\rm {B}}T}}\right)^{1/2}}

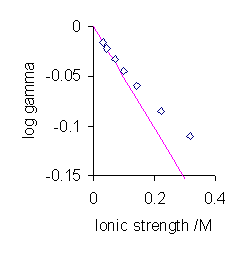
Experimental valores para KBr a 25 °C (puntos) y ley limitante de Debye – Hückel (línea de color)

donde I es la fuerza iónica y a0 es un parámetro que representa la distancia de aproximación más cercana de los iones. Para soluciones acuosas a 25 °C A = 0.51 mol−1/2dm3/2 y B = 3.29 nm−1 mol−1/2 dm3/2 
El aspecto más significativo de este resultado es la predicción de que el coeficiente de actividad media es una función de la fuerza iónica en lugar de la concentración de electrolito. Para valores muy bajos de la fuerza iónica, el valor del denominador en la expresión anterior se vuelve casi igual a uno.  En esta situación, el coeficiente de actividad promedio es proporcional a la raíz cuadrada de la fuerza iónica. Esto se conoce como la ley limitante de Debye-Hückel . 

## Limitaciones y extensiones

La primera capa de solvatación de un ion sodio se disuelve en agua. Los átomos de oxígeno están dispuestos en los vértices de un octaedro con el ion sodio en su centro

Esta ecuación para  {\displaystyle \log \gamma _{\pm }}proporciona un acuerdo satisfactorio con las mediciones experimentales para bajas concentraciones de electrolitos, típicamente menos de 10 −3 mol / L. Las desviaciones de la teoría ocurren en concentraciones más altas y con electrolitos que producen iones de cargas más altas, particularmente electrolitos asimétricos. Esencialmente, estas desviaciones ocurren porque el modelo se simplifica demasiado, por lo que hay poco que ganar haciendo pequeños ajustes al modelo.  Las suposiciones individuales pueden ser desafiadas a su vez. 
- Disociación completa. La asociación de iones puede tener lugar, particularmente con iones de mayor carga. Esto fue seguido en detalle por Niels Bjerrum .  La longitud de Bjerrum es la separación en la cual la interacción electrostática entre dos iones es comparable en magnitud a kT .
- Electrólitos débiles.  Un electrolito débil es uno que no está completamente disociado. Como tal tiene una constante de disociación. La constante de disociación se puede usar para calcular el grado de disociación y, por lo tanto, hacer la corrección necesaria para calcular los coeficientes de actividad.[14]
- Los iones son esféricos, no cargas puntuales y no están polarizados. Muchos iones como el ion nitrato, NO3- , son manifiestamente no esféricos.  Los iones poliatómicos también son polarizables.
- Papel del solvente.  El disolvente no es un medio sin estructura, pero está formado por moléculas.  Las moléculas de agua en solución acuosa son dipolares y polarizables.  Tanto los cationes como los aniones tienen una cubierta de solvatación primaria fuerte y una cubierta de solvatación secundaria más débil. Las interacciones ion-solvente se ignoran en la teoría de Debye-Hückel.

Además, se supone que el radio iónico es despreciable, pero en concentraciones más altas, el radio iónico se vuelve comparable al radio de la atmósfera iónica. La mayoría de las extensiones de la teoría de Debye-Hückel son de naturaleza empírica.  Por lo general, permiten que se siga la ecuación de Debye-Hückel a baja concentración y agregan términos adicionales en algún poder de la fuerza iónica para ajustarse a las observaciones experimentales.  Las principales extensiones son la ecuación de Davies, las ecuaciones de Pitzer y la teoría específica de la interacción de iones. 

### Mezclas de electrolitos
La teoría puede aplicarse también a soluciones diluidas de electrolitos mixtos. Las medidas de depresión del punto de congelación se han utilizado para este propósito.

## Conductividad

Fuerzas que afectan a un ion cargado o nube que se mueve en un campo eléctrico

El tratamiento dado hasta ahora es para un sistema que no está sujeto a un campo eléctrico externo. Cuando se mide la conductividad, el sistema está sujeto a un campo externo oscilante debido a la aplicación de un voltaje de CA a los electrodos sumergidos en la solución. Debye y Hückel modificaron su teoría en 1926 y su teoría fue modificada por Lars Onsager en 1927. Todos los postulados de la teoría original fueron retenidos. Además, se asumió que el campo eléctrico hace que la nube de carga se distorsione lejos de la simetría esférica. Después de tener esto en cuenta, junto con los requisitos específicos de los iones móviles, como la viscosidad y los efectos electroforéticos, Onsager pudo derivar una expresión teórica para explicar la relación empírica conocida como la Ley de Kohlrausch, para la conductividad molar, Λm. 
{\displaystyle \Lambda _{m}=\Lambda _{m}^{0}-K{\sqrt {c}}}
{\displaystyle \Lambda _{m}^{0}}es conocida como la conductividad molar limitante, K es una constante empírica y c es la concentración de electrolito. Limitar aquí significa "en el límite de la dilución infinita"). La expresión de Onsager es 
{\displaystyle \Lambda _{m}=\Lambda _{m}^{0}-(A+B\Lambda _{m}^{0}){\sqrt {c}}}
donde A y B son constantes que dependen solo de cantidades conocidas, como la temperatura, las cargas en los iones y la constante dieléctrica y la viscosidad del disolvente. Esto se conoce como la ecuación de Debye-Hückel-Onsager.  Sin embargo, esta ecuación solo se aplica a soluciones muy diluidas y ha sido superada en gran medida por otras ecuaciones debidas a Fuoss y Onsager, 1932 y 1957 y posteriores.